# Марьино (Успенский район)
Марьино (бывш. Мариенфельд, нем. Marienfeld:289; также Марьинское) — село в Успенском районе Краснодарского края России.
Входит в состав Вольненского сельского поселения.
Население — 2171 человек (2010).

## География
Село расположено на левом берегу Кубани, в степной зоне, в 14 км северо-восточнее районного центра Успенское и в 10 км юго-восточнее города Армавир.
Протяжённость села с севера на юг — 3 км, с востока на запад — 1 км. Граничит с северо-востока — с Убеженским сельским поселением, с юго-востока — с Коноковским и Урупским сельскими поселениями, с юго-запада — с Урупским сельским поселением, с северо-запада — с городом Армавир.
По территории проходит линия Северо-Кавказской железной дороги и федеральная трасса «Кавказ».

## История
Образовано в 1881 году как лютеранское село Мариенфельд (в переводе с нем. — «Марьино поле»). По состоянию на 1897 год здесь проживало 776 человек (из них 774 — немцы). До 1917 года в административном отношении входило в состав Баталпашинского/Лабинского (Закубанского) отдела Кубанской области; в советский период — Успенского/Армавирского (Ново-Кубанского) района Краснодарского края. 
15 мая 1915 года колония Мариенфельд Лабинского отдела переименована в селение Марьино.
В 1926 году в селе числилось 1793 жителей (из них 1782 — немцы), площадь земель составляла 1302 десятин; на территории населённого пункта располагался сельсовет:289.

## Население
| 1897 | 1918  | 1926  | 2002  | 2010  |
| ---- | ----- | ----- | ----- | ----- |
| 776  | ↗1100 | ↗1793 | ↗2096 | ↗2171 |